# Catastrophe
Catastrophe è una serie televisiva britannica trasmessa su Channel 4 dal 19 gennaio 2015.

## Trama
Sharon, un'insegnante di scuola elementare irlandese, è single e vive a Londra. Incontra Rob, un dirigente pubblicitario americano single, in un bar mentre lui è a Londra per un viaggio d'affari. Hanno una relazione di sei giorni e lui torna nella sua città natale, Boston. Lei scopre di essere incinta. Dopo averlo informato, lui si trasferisce a Londra e i due diventano una coppia. Si sposano poco prima che lei dia alla luce il loro figlio. In seguito avranno una figlia.

## Episodi
| Stagione         | Episodi | Prima TV UK |
| ---------------- | ------- | ----------- |
| Prima stagione   | 6       | 2015        |
| Seconda stagione | 6       | 2016        |
| Terza stagione   | 6       | 2017        |
| Quarta stagione  | 6       | 2019        |

## Personaggi e interpreti

### Personaggi principali
- Sharon Morris, interpretata da Sharon Horgan
- Rob Norris, interpretato da Rob Delaney

### Personaggi secondari
- Fran, interpretata da Ashley Jensen
- Chris, interpretato da Mark Bonnar
- Mia, interpretata da Carrie Fisher
- Fergal, interpretato da Jonathan Forbes
- Dave, interpretato da Daniel Lapaine
- Dr Harries, interpretato da Tobias Menzies
- Melissa, interpretata da Sarah Niles

## Produzione
La serie è stata ufficialmente commissionato da Channel 4 nel maggio 2014, dopo un pilota di successo l'anno precedente. La BBC aveva già rifiutato la serie dopo aver letto la sceneggiatura. Il tema originale per la serie è stata composta da Oli Julian.
Il 28 gennaio 2015 la serie è stata rinnovata per una seconda stagione, andata in onda nel mese di ottobre del 2015. Nel mese di luglio 2016 è stato annunciato che la serie è stata rinnovata per una terza e quarta stagione.